# Mbeya Urban (huyện)
Mbeya Urban là một huyện thuộc vùng Mbeya, Tanzania. Thủ phủ của huyện Mbeya Urban đóng tại Mbeya. Huyện Mbeya Urban có diện tích 185 ki lô mét vuông. Đến thời điểm điều tra dân số ngày 25 tháng 8 năm 2002, huyện Mbeya Urban có dân số 265586 người.